# House Party
«House Party» — песня американского кантри-певца и автора-исполнителя Сэма Ханта, вышедшая 24 ноября 2014 года в качестве третьего сингла с его дебютного студийного альбома Montevallo (2014). Песня достигла позиции № 1 в американском хит-параде Billboard Country Songs. Авторами песни выступили Сэм Хант, Шейн Маканалли и Джош Осборн.
Песня стала третьим подряд хитом Ханта, достигшим первого места в кантри-чарте Billboard Hot Country Songs (в феврале 2015 года).

## История
«Take Your Time» достиг позиции № 20 в хит-параде Billboard Hot 100 и позиции № 1 в американском хит-параде кантри-музыки Billboard Hot Country Songs (2-й чарттоппер певца в этом основном хит-параде жанра кантри-музыки, после «Leave the Night On» и «Take Your Time» (затем последовал «Body Like a Back Road»).

## Отзывы
Композиция, в целом, была одобрительно встречена музыкальными экспертами и обозревателями: Allmusic, Taste of Country.

## Коммерческий успех
«House Party» дебютировал на 31-м месте в цифровом хит-параде кантри-музыки США Country Digital Songs 20 августа 2014 года, во время выхода мини-альбома EP X2C, с тиражом 12,000 копий в США. 23 мая 2015 года сингл повторно попал в чарт на 29-е место с тиражом 10,000 копий. В чарте Hot Country Songs песня дебютировала через неделю на 31-м месте. В радиоэфирный чарт Country Airplay впервые попала в январе 2015 год, а в основной мультижанровый хит-парад Billboard Hot 100 вошла 20 июня 2015 года, дебютировав на 85-м месте. Песня достигла первого места в Hot Country Songs в дату с 22 августа 2015 года, став в нём третьим чарттоппером Ханта. Две недели спустя песня достигла 26-го места в чарте Billboard Hot 100. Сингл был сертифицирован в платиновом статусе RIAA 28 августа 2015 года и достиг 1 млн продаж в США к январю 2016 года. К февралю 2016 года суммарные продажи в США достигли 1,121,000 копий.

## Чарты
| Чарт (2014—15)                      | Высшая позиция |
| ----------------------------------- | -------------- |
| Канада (Billboard Canadian Hot 100) | 34             |
| Канада (Billboard Country)          | 2              |
| Чехия (Singles Digitál Top 100)     | 78             |
| Словакия (Singles Digitál Top 100)  | 85             |
| США (Billboard Hot 100)             | 26             |
| США (Billboard Country Airplay)     | 1              |
| США (Billboard Hot Country Songs)   | 1              |

| Чарт (2015)                       | Позиция |
| --------------------------------- | ------- |
| Канада (Canadian Hot 100)         | 92      |
| США Billboard Hot 100             | 85      |
| США Country Airplay (Billboard)   | 32      |
| США Hot Country Songs (Billboard) | 3       |

## Сертификации
| Регион                                                      | Сертификация | Продажи   |
| ----------------------------------------------------------- | ------------ | --------- |
| Канада (Music Canada)                                       | Платиновый   | 80,000^   |
| США (RIAA)                                                  | Платиновый   | 1,121,000 |
| ^ Данные о тиражах приведены только на основе сертификации. |              |           |